# Fabien Jobard
Fabien Jobard, né en 1971 à Paris, est docteur en science politique et directeur de recherches au CNRS. Chercheur au Centre de recherche sociologique sur le droit et les institutions pénales (CESDIP), il travaille sur les questions de police et de justice comparée.  

## Biographie
Diplômé de l'Institut d'études politiques de Paris en 1992, il est docteur en science politique de ce même institut en 1998, sous la direction de Pierre Favre, puis habilité à diriger des recherches en 2013, sous la direction de Patrick Le Galès. Il intègre le CNRS en 2000 après avoir effectué deux ans de recherche post-doctorale à Berlin au Centre Marc Bloch puis à l'Institut Max Planck consacré aux questions de formation, carrières et professions (MPI for Bildungsforschung).
Il intègre le Centre de recherche sociologique sur le droit et les institutions pénales (CESDIP) en 2000 et en assure la direction de 2010 à 2014.  
Il dirige de 2001 à 2008 le laboratoire européen réunissant le CESDIP, le Centre lillois d'études et de recherches sociologiques et économiques (CLERSÉ) et le Max Planck Institut de Freiburg. 
Depuis 2021, il est président du collège scientifique de l'Observatoire français des drogues et des toxicomanies  et, au Comité national de la recherche scientifique (CoNRS), il préside la section « Politique, pouvoir, organisation » et la conférence des présidents de section, jusqu'en 2025 .[source secondaire souhaitée]
Il fait partie des six chercheurs ayant attaqué la ministre de la recherche Frédérique Vidal pour abus de pouvoir, après qu'elle a annoncé sur CNews qu’elle allait demander, « notamment au CNRS », de mener une enquête portant sur « l’ensemble des courants de recherche » en lien avec « l’islamo-gauchisme » à l’université.   

### Domaines de recherche
Au CESDIP, laboratoire spécialisé dans le domaine de la sociologie pénale, il travaille notamment sur la théorie et la sociologie de la police, sur les mobilisations contre les violences policières, sur la délation (avec Jean-Paul Brodeur, Université de Montréal), sur les décisions judiciaires, sur les contrôles d'identité. Il a animé dans la première décennie 2000 avec Dave Waddington (université de Sheffield Hallam) et Mike King (Birmingham City University), un séminaire ANR-ERSC sur les émeutes urbaines. Puis, à partir de 2015, un réseau franco-allemand autour des cultures pénales comparées, avec Kirstin Drenkhahn (de) (université libre de Berlin) et Tobias Singelnstein (de) (université de la Ruhr à Bochum).

### Distinctions
- Prix du meilleur article de la revue Howard Journal of Criminal Justice (en) en 2009 pour l'article :  Rioting as a Political Tool : the 2005 Riots in France[6].

## Publications

### Ouvrages
- Avec Olivier Fillieule, Politiques du désordre. La police des manifestations en France - éditions du Seuil, 2020, 304 p.  (ISBN 978-2021433968)[7],[8]
- Avec Jacques de Maillard, Sociologie de la police - Politiques, organisations, réformes - Armand Colin, 2015, 304 p.  (ISBN 978-2200603502)[9],[10]
- Bavures policières ? La force publique et ses usagers - La Découverte, 2002, 208 p.  (ISBN 978-2707135025)
- Les violences policières ; état des recherches dans les pays anglo-saxons - éditions L'Harmattan, 1999, 320 p.  (ISBN 9782296380981)

### Ouvrages collectifs
. Avec Florent Calvez, Global Police. Delcourt/Encrages, 2023, 188 pages
- Avec Daniel Schönpflug, Politische Gewalt im urbanen Raum. Oldenbourg : De Gruyter, 2019, 221 pages
- Avec Jérémie Gauthier, Police : questions sensibles, Presses universitaires de France, La vie des idées, 2018, 108 p.  (ISBN 978-2130789130)[11]
- Avec Dave Waddington et Mike King, Rioting in the UK and France: A comparative analysis. Cullompton : Willan, 2009, 276 pages[12]
- Avec Pierre Favre et Olivier Fillieule, L'atelier du politiste - Théories, actions, représentations, La Découverte, Collection Recherches, 2007, 380 p.  (ISBN 978-2-7071-5193-3)
- Fabien Jobard (dir.), Jean-Paul Brodeur (dir.), Citoyens et délateurs. La délation peut-elle être civique?, Autrement, 2005,  (ISBN 2-7467-0728-4)
- Avec Axel Groenemeyer, Déviances et modalités de contrôle : La France et l'Allemagne en perspective Georg Editeur, 2005  (ISBN 978-2825709160)